# Desempenho

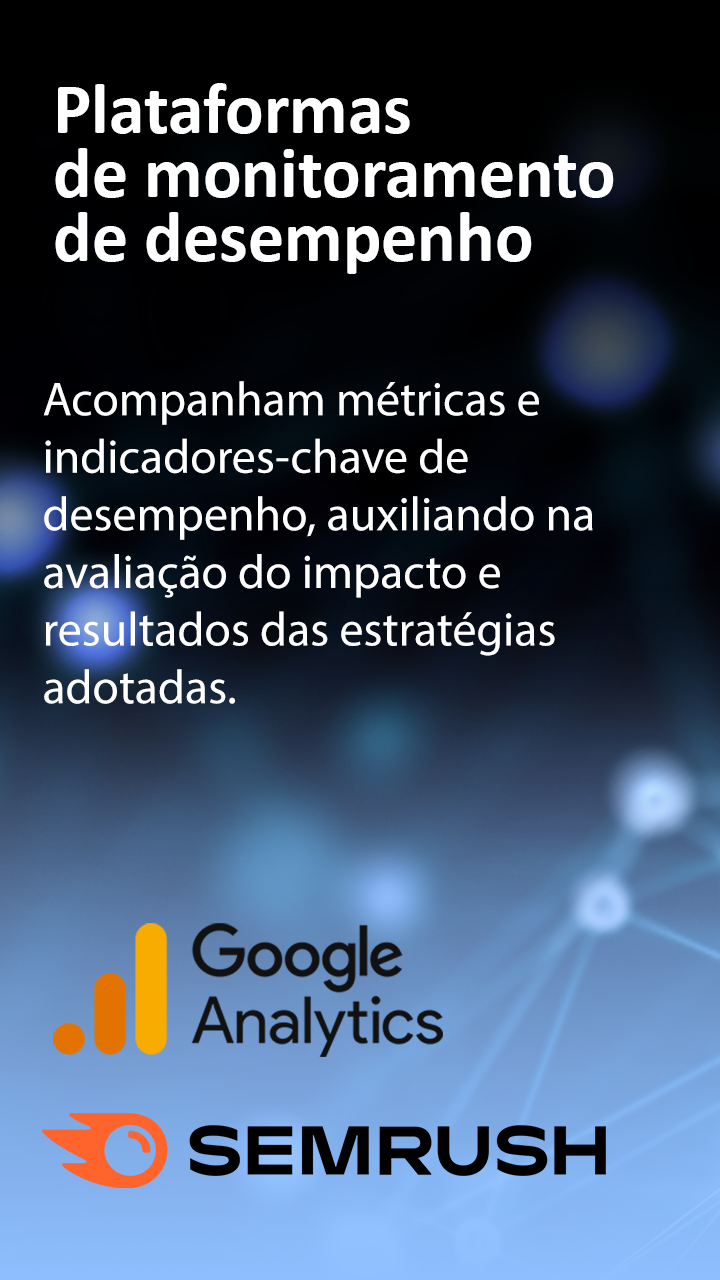
Sistema que auxilia na avaliação dos resultados da empresa de acordo com o desempenho, a análise das métricas e dos indicadores-chave.

O desempenho ou performance é um conjunto de características (ou de comportamento) que permite calcular a eficiência (ou a capacidade) de fazer algo, é pode ser aplicado à um indivíduo, organização/grupo de seres vivos, máquinas, equipamentos, produtos, sistemas, empreendimentos e, processos, em especial quando comparados com metas, requisitos ou expectativas previamente definidos.
Em geral, é possível expressar o desempenho ou performance do ente que se pretende avaliar utilizando-se uma métrica/critério, ou índice de desempenho em relação às metas, requisitos ou expectativas previamente definidos.
A partir de um modelo matemático aceitavelmente representativo deste ente sob avaliação de desempenho, e utilizando a abordagem da teoria de controle e otimização de sistemas dinâmicos, pode-se até mesmo, em determinadas situações, calcular matematicamente qual deva ser seu comportamento para que atinja o máximo desempenho almejado. 
Esta abordagem é frequentemente aplicada na solução de problemas no âmbito das engenharias, da administração, da logística, dos transportes, da economia, da biologia ou de outras atividades científicas ou tecnológicas, o que requer a construção de modelos matemáticos precisos dos respectivos sistemas dinâmicos em estudo. Dessa forma, é possível aplicar as técnicas matemáticas de otimização para maximizar ou minimizar uma função previamente definida como Índice de Desempenho (ID), ou Índice de Performance (IP), visando encontrar uma "solução ótima" do problema, isto é, que resulte no melhor ID possível. 

## Avaliação
A avaliação de desempenho é uma ferramenta que busca conhecer e medir o desempenho dos indivíduos em uma organização, estabelecendo uma comparação entre o desempenho esperado e o apresentado por estes.